# Herman Verelst
Pour les articles homonymes, voir Verelst.
Herman Verelst ou Herman Pietersz. Verelst ou Harmanus Verelst (1641, La Haye - 1690 ou 1702, Londres) est un peintre néerlandais du siècle d'or. Il est connu pour ses peintures de natures mortes, de paysages italianisants et de portraits.

## Biographie
Herman Verelst est né en 1641 à La Haye aux Pays-Bas. 
Il étudie la peinture auprès de son père Pieter Hermansz. Verelst. Il est le frère des peintres Simon et Johannes Verelst, et le père des peintres Cornelis Verelst et Maria Verelst. Il devient membre de la Guilde de Saint-Luc de La Haye et de la Confrérie Pictura à La Haye en 1663. Il quitte La Haye pour s'installer une courte période à Amsterdam entre 1667 et 1670. Il entreprend un voyage en Europe, à Ljubljana (1678), en Italie (1680), et à Vienne. En 1683, il rejoint son frère Simon installé à Londres et s'y fixe définitivement. 
Il meurt en 1690 ou 1702 à Londres.

### Arbre généalogique
Pieter Hermansz Verelst (c. 1618-c. 1678)
______________|
______________|__________________________________________________________________________________________________
______________|__________________________|_______________________________________________________________________|
Simon Verelst (1644–1721)______Herman Verelst (1641-1690 ou 1702)___________________________________________John Verelst (1648-1734)
_________________________________________|
_________________________________________|______________________________________
_________________________________________|______________________________________|
________________________________Maria Verelst (1680-1744)_______________Cornelis Verelst (1667-1734)
___________________________________________________________________________________________William Verelst (1704-1752) (fils de Cornelis ou John)

## Œuvres

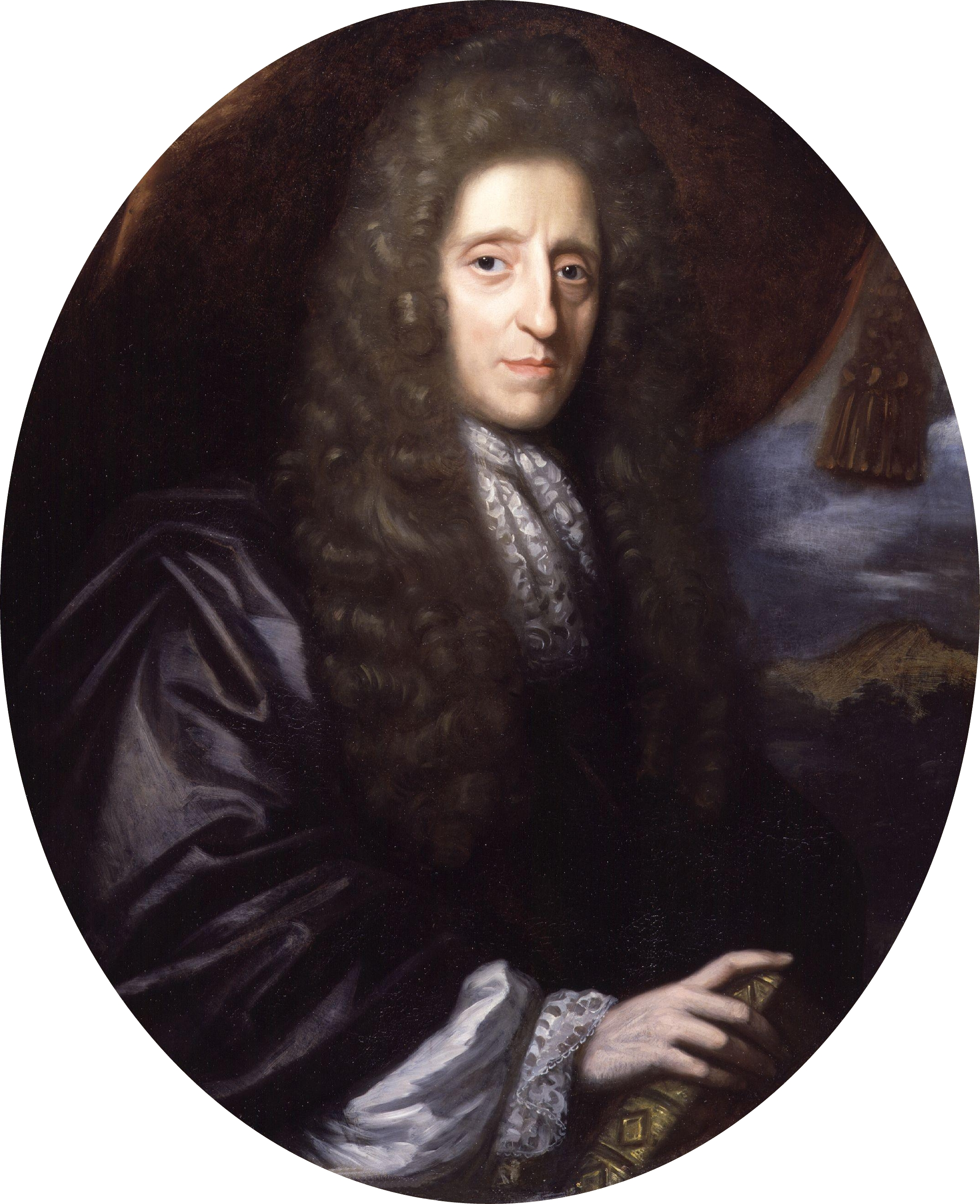
Portrait de John Locke, Herman Verelst, National Portrait Gallery.

- Portrait d'un homme[3], Rijksmuseum, Amsterdam
- Portrait d'une femme[4], Rijksmuseum, Amsterdam
- Portrait de John Locke[5], National Portrait Gallery,  Londres